# Alirio Díaz
Alirio Díaz (* 12. November 1923 in Caserio la Candelaria/Lara; † 5. Juli 2016 in Rom) war ein venezolanischer klassischer Gitarrist und Herausgeber.

## Leben und Wirken
Díaz studierte am Escuela Superior de Música José Ángel Lamas Gitarre bei Raúl Borges sowie Harmonielehre und Musikgeschichte bei Vicente Emilio Sojo. 1950 debütierte er in Caracas mit einem Konzert mit Werken von Heitor Villa-Lobos, Johann Sebastian Bach und Manuel María Ponce. Mit einem Stipendium der venezolanischen Regierung setzte er seine Ausbildung am Conservatorio de Madrid bei Regino Sáinz de la Maza fort. 
Danach wirkte Díaz als Assistent von Andrés Segovia an der Accademia Musicale Chigiana in Siena. 1964 ließ er sich in Rom nieder, von wo aus er als Gitarrist in ganz Europa, den USA, Japan, Australien und seinem Heimatland Venezuela mit einem Repertoire auftrat, das Werke von Scarlatti, Corbetta und Vincenzo Galilei ebenso umfasste wie Bearbeitungen lateinamerikanischer und neapolitanischer Volksweisen und Werke zeitgenössischer venezolanischer Komponisten. Er gab Meisterklassen und nahm mehr als dreißig Alben auf.
Er veröffentlichte zwei autobiographische Bücher und war Mitbegründer des Verlags Caroni Music, der sich der Veröffentlichung lateinamerikanischer Musik wie der des Gitarristen Antonio Lauro widmet.